# Феодора Петралифа
Феодора Петралифа (греч. Θεοδώρα Πετραλίφαινα), канонизирована как Святая Феодора из Арты (греч. Αγία Θεοδώρα της Άρτας; около 1210, Сервия — около 1280, Арта) — деспотина Эпира как супруга Михаила II Комнина Дуки и христианская святая.

## Биография
О её жизни в основном известно из краткой агиографии, написанной монахом Иовом, иногда отождествляемым с клерикалом Иаситом конца XIII века. Однако из-за множества хронологических и генеалогических ошибок эта идентификация остается под вопросом.
Феодора была дочерью севастократора Иоанна Петралифы, правителя Фессалии и Македонии, и его супруги Елены. Она родилась в Сервии где-то между 1210 и 1216 годами и будучи ещё ребёнком вышла замуж за Михаила II Комнина Дуку, правителя Эпира и Фессалии вскоре после его вступления на трон в 1231 году. Несмотря на то, что она была беременна его сыном Никифором, вскоре Михаил изгнал супругу и предпочёл жить с любовницей. Живя в нищете, она без жалоб переносила свои трудности, найдя приют у священника в деревне Приниста. Её изгнание длилось пять лет, после чего Михаил раскаялся и позволил ей вернуться. Супруги воссоединились.
Как правитель Эпира, Феодора выступала за более тесные связи с историческим соперником Эпира за преемственность византийского трона, Никейской империей. Её современник, историк Георгий Акрополит, сопровождал её сына Никифора для его помолвки с Марией, дочерью Никейского императора Феодора II Ласкариса. Сближение привело к урегулированию церковных споров двух царств и к присвоению Михаилу титула деспота. Феодора также основала монастырь Святого Георгия в столице Эпира, Арте, куда ушла после смерти Михаила и где была похоронена. Позже монастырь стал известен как церковь святой Феодоры, и её могила стала местом паломничества, поскольку ей приписывались многие чудеса. День её поминовения в православной церкви 11 марта.

## Семья
- Никифор I Комнин Дука — правитель Эпира
- Иоанн Комнин Дука
- Дмитрий (позже Михаил) Комнин Дука
- Елена Ангелина Дукиня — жена Манфреда Сицилийского
- Анна Комнина Дукиня — супруга Гильома II де Виллардуэна, потом жена правителя Фив Николая II